# Scheloribates rotundatus
Scheloribates rotundatus är en kvalsterart som beskrevs av Hammer 1955. Scheloribates rotundatus ingår i släktet Scheloribates och familjen Scheloribatidae. Inga underarter finns listade i Catalogue of Life.